# 2018 في كندا
فيما يلي قوائم الأحداث التي وقعت خلال عام 2018 في كندا.

## أحداث
- 23 أبريل – هجوم تورنتو 2018

## أفلام
من الأفلام التي صدرت هذه السنة في كندا:
- 1 يناير – العدالة القطبية الشمالية: فرقة الرعد من إخراج أرون ودلي.

## وفيات

### فبراير
- 22 فبراير – ريتشارد تيلور (مواليد 1929) فيزيائي كندي.